# Austroasca vittata
Austroasca vittata är en insektsart som först beskrevs av Lethierry 1884.  Austroasca vittata ingår i släktet Austroasca och familjen dvärgstritar. Inga underarter finns listade i Catalogue of Life.